# Gonatium nemorivagum
Gonatium nemorivagum là một loài nhện trong họ Linyphiidae.
Loài này thuộc chi Gonatium. Gonatium nemorivagum được Octavius Pickard-Cambridge miêu tả năm 1875.